# Jerry Vandam
Jerry Vandam (Lille, Francia, 8 de diciembre de 1988) es un futbolista francés de ascendencia ghanesa. Juega de defensa y actualmente juega para el Iris Club de Croix.

## Clubes
| Club                                    | País    | Año             |
| --------------------------------------- | ------- | --------------- |
| Lille OSC                               | Francia | 2008 - 2011     |
| SM Caen (cedido)                        | Francia | 2011 - 2012     |
| Lille OSC                               | Francia | 2012 - 2013     |
| RKV Malinas                             | Bélgica | 2013 - 2015     |
| KV Waasland-Beveren                     | Bélgica | 2015            |
| SS Ischia Isolaverde                    | Italia  | 2016            |
| Union Sportive du Littoral de Dunkerque | Francia | 2017            |
| Le Puy Foot 43 Auvergne                 | Francia | 2017 - 2020     |
| Olympique Grande-Synthe                 | Francia | 2020 - 2022     |
| Iris Club de Croix                      | Francia | 2022 - presente |